# Eudorellopsis resima
Eudorellopsis resima är en kräftdjursart som beskrevs av William Thomas Calman 1907. Eudorellopsis resima ingår i släktet Eudorellopsis och familjen Leuconidae. Inga underarter finns listade i Catalogue of Life.